# Comuna de Kraszewice
Kraszewice (polaco: Gmina Kraszewice) é uma gminy (comuna) na Polónia, na voivodia de Grande Polónia e no condado de Ostrzeszowski. A sede do condado é a cidade de Kraszewice.
De acordo com os censos de 2004, a comuna tem 3651 habitantes, com uma densidade 48,6 hab/km².

## Área
Estende-se por uma área de 75,11 km², incluindo:
- área agricola: 59%
- área florestal: 34%

## Demografia
Dados de 30 de Junho 2004:
|                      | Total   | Total | Mulheres | Mulheres | Homens  | Homens |
| -------------------- | ------- | ----- | -------- | -------- | ------- | ------ |
|                      | pessoas | %     | pessoas  | %        | pessoas | %      |
| População            | 3651    | 100   | 1832     | 50,2     | 1819    | 49,8   |
| Densidade (pop./km²) | 48,6    | 100   | 24,4     | 24,4     | 24,2    | 24,2   |

De acordo com dados de 2002, o rendimento médio per capita ascendia a 1594,39 zł.

## Subdivisões
- Głuszyna, Jaźwiny, Jelenie, Kraszewice, Kuźnica Grabowska, Mączniki, Racławice, Renta.

## Comunas vizinhas
- Brzeziny, Czajków, Grabów nad Prosną, Sieroszewice